# Aleksander Danilovič Menšikov
Aleksander Danilovič Menšikov (rusko Александр Данилович Меншиков), ruski knez, državnik, maršal, admiral, zaupnik carja Petra Velikega in cesarice Katarine I., * 16. november 1673, Moskva, † 23. november (12. november, ruski koledar) 1729, Berjozovo, Tobolska gubernija.
Menšikov, človek iz ljudstva, je postal tesen prijatelj Petra Velikega še v času, ko je kot regentka vladala Petrova polsestra Sofija. Petra, ki je rad opravljal tudi obrtniška dela, je vodil v družbo preprostih ljudi, na kraje z dobro hrano, pivom in staro vodko. Do Petra se je lahko vedel sproščeno tudi, ko je ta postal mogočni car, čeprav ni bil nikdar gotov, da ga ne bo vrnil na ulico. Peter ga je večkrat sramotil pred dvorom in ga imenoval prodajalec kolačev, kar pa je Menšikov znal obrniti v šalo.
Menšikov je v času Petrovega vladanja dobival vse odgovornejše naloge. Vojnega pohoda v Azov (1696) se je udeležil kot član Petrove garde. Spremljal je carja na Nizozemsko in v Anglijo. Leta 1702 je zavzel trdnjavo Šlisselburg in postal njen poveljnik. Leta 1703 mu je Peter poveril gradnjo trdnjave Petropavlovske, kjer je kasneje nastalo mesto Petrograd. Imenoval ga je za ruskega kneza. Celo cesar Leopold I. ga je leta 1706 imenoval za nemškega državnega kneza.
V zmagoviti bitki proti Švedom pri Poltavi (1709) je eno krilo armade pripeljal Švedom za hrbet in prisilil velik del švedske vojske k predaji. Tedaj je dobil naziv maršala. Leta 1710 zavzel Rigo, vdrl v Pomorjansko in Holstein ter leta 1713 zavzel Szczecin. 1718 je postal predsednik vojaškega kolegija.
Ob Petru si je pridobil veliko bogastvo in bil med najbogatejšimi v Rusiji. Ves čas je zlorabljal svoj položaj za osebne koristi. Pri tem je do roba izkoriščal Petrovo potrpljenje.
Višek svoje moči je dosegel po Petrovi smrti, ko je podprl carico Katarino I. in postal vodilni mož v vrhovnem tajnem svetu, ki je vladal v njenem imenu. Ukinil je preiskave, ki jih je malo pred smrtjo proti njemu vpeljal Peter. Svoje nasprotnike je poslal v Sibirijo, si prilastil prestolnico ukrajinskega hetmanata Baturin in se začel obnašati kot vladar Ukrajine.
Po Katarinini smrti je pripeljal mladoletnega carja Petra II. v okrilje svojega doma in postal še bolj gospodovalen in oblasten. Kadar je pisal carju, se je imenoval »Vaš oče«. Obnašal se je tako pokroviteljsko, da se je mladi car ujezil, zapustil palačo Menšikova in se vrnil na carski dvor. Garda je dobila navodilo, naj ne izpolnjuje njegovih ukazov. Kmalu je bil izgnan v Sibirijo in po dveh letih je tam umrl.

### Navedki
1. ↑  data.bnf.fr: platforma za odprte podatke — 2011.
2. 1 2 3 4  Большая российская энциклопедия — Moskva: Большая российская энциклопедия, 2004.
3. ↑  Меншиков Александр Данилович // Большая советская энциклопедия: [в 30 т.] — 3-е изд. — Moskva: Советская энциклопедия, 1969.
4. ↑  Историческая энциклопедия Сибири — Новосибирск: 2009. — ISBN 5-8402-0230-4
5. 1 2 3  Мякотин В. А. Меншиков, Александр Данилович // Энциклопедический словарь — Sankt Peterburg.: Брокгауз — Ефрон, 1896. — Т. XIX. — С. 102-104.
6. ↑  JSTOR — 1995.